# 市川健太 (バレーボール)
市川 健太（いちかわ けんた、1999年4月6日 - ）は、日本の男子バレーボール選手である。

## 来歴
長崎県長崎市出身。小学2年生からバレーボールを始める。
2015年、大村工業高等学校に進学。2017年、U-19日本代表に選出され、アジアユース選手権の優勝に貢献。同年の世界ユース選手権にも出場し、銅メダル獲得となり、自身はベストリベロ賞を受賞した。
2018年、日本体育大学に進学。同年、U-21日本代表に選出されて、アジアジュニア選手権に出場した。2021/22シーズン、V.LEAGUE DIVISION1 MEN（V1男子）に所属するウルフドッグス名古屋の内定選手となった。
2022年、大学卒業後に、ウルフドッグス名古屋に入団した。入団1シーズン目となる2022/23シーズン、2022年11月27日にV1男子のJTサンダーズ広島戦に途中出場し、Vリーグデビューを果たした。

## 球歴
- U-21日本代表
  - アジアジュニア選手権 - 2018年
- U-19日本代表
  - 世界ユース選手権 - 2017年
  - アジアユース選手権 - 2017年

## 所属チーム
- 大村工業高等学校（2015-2018年）
- 日本体育大学（2018-2022年）
- ウルフドッグス名古屋（2022年-）

## 受賞歴
- 2017年 - 世界ユース選手権 ベストリベロ賞